# Konstal 4N
Der Konstal 4N ist ein vom polnischen Hersteller Konstal in Chorzów und Świdnica produzierter Straßenbahnwagen. 90 Stück wurden in der Basisversion produziert.
Typvarianten sind der 4N1 mit Scheibenbremsen (335 Stück), 4NJ, 4ND (80 Stück) und 4ND1 (386 Stück). Der 4N war bei vielen polnischen Straßenbahnen (Częstochowa, Gdańsk, Katowice, Gorzów Wielkopolski, Kraków, Poznań, Szczecin, Warszawa, Wrocław) im Einsatz. Zahlreiche Exemplare sind im Original oder als Dienstfahrzeuge erhalten.

## Schmalspurversion 5N
Die von 1957 bis 1962 gebaute Schmalspurversion hat die Typenbezeichnung 5N (39 Stück) mit den Varianten 5N1 (419 Stück), 5ND (40 Stück) und 5ND1 (36 Stück). Einsatzorte waren und sind Bielsko-Biała, Bydgoszcz, Elbląg, Grudziądz, Inowrocław, Jelenia Góra, Legnica, Łódź, Olsztyn, Toruń und Wałbrzych.

## Galerie

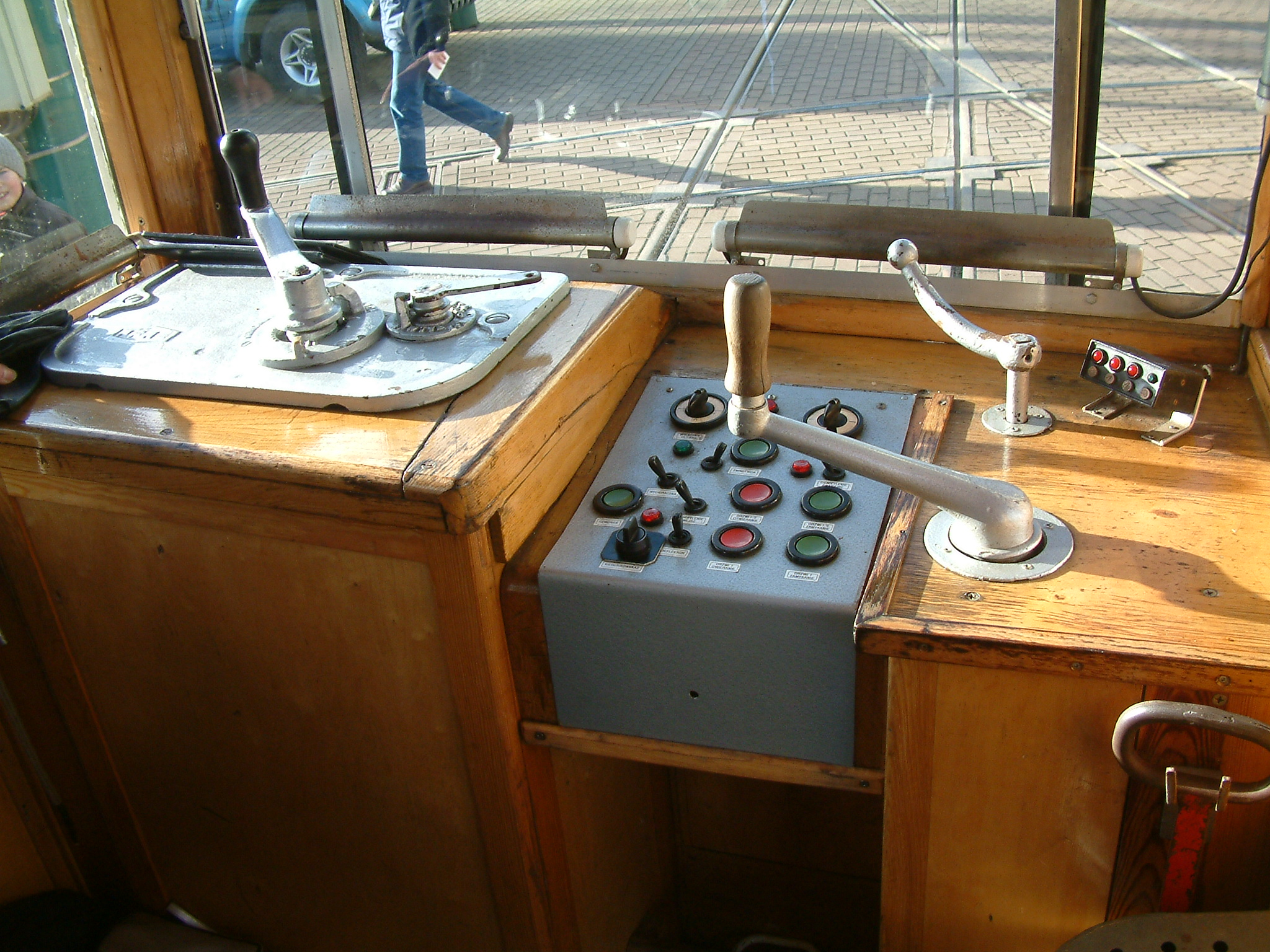
Führerstand eines 4N
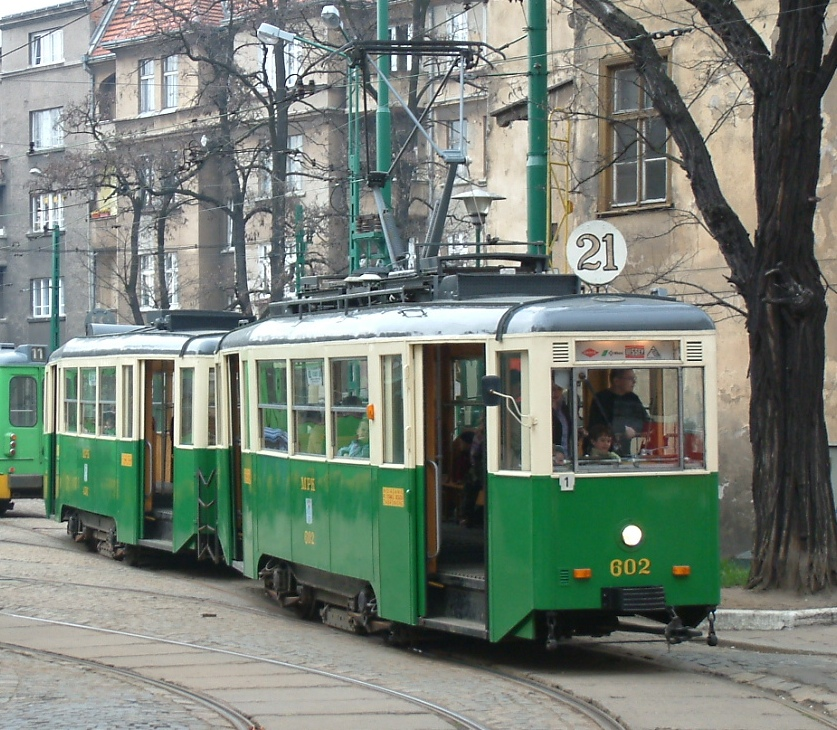
Historischer Zug in Poznań, 2006